# 油尖旺北
油尖旺北（英語：Yau Tsim Mong North，代號E2）是香港油尖旺區議會下轄的選區，2023年設立，定為單議席選區。

## 範圍
現時選區包括旺角及大角咀，北起界限街，東至東鐵線，南至登打士街附近，與其接壤的選區有油尖旺南、深水埗區議會的深水埗西、深水埗東選區以及九龍城區議會的九龍城南選區。
投票站設有十個，分別位於旺角社區會堂、保良局陳守仁小學、奧海城香港亞洲歸主協會維港灣長者會所、路德會沙崙學校、大角嘴天主教小學、中華基督教會基全小學、鮮魚行學校、聖公會基榮小學、伊利沙伯中學、優才（楊殷有娣）書院志潔校舍。

## 沿革
2023年香港選舉改革將區議會所有單議席選區取消，油尖旺區定為兩個雙議席選區，共選出四席民選議員。油尖旺北選區由原有單議席的旺角西、富柏、奧運、櫻桃、大角咀南、大角咀北、大南、旺角北、旺角東、旺角南選區合併而成。
2023年區議會選舉，估算人口有168,265人，選民有73,736人，吸引到四人參選。

## 歷屆議員
| 選區名稱 | 屆別           | 議員   | 政治聯繫 | 政治聯繫 | 議員   | 政治聯繫 | 政治聯繫 |
| -------- | -------------- | ------ | -------- | -------- | ------ | -------- | -------- |
| 油尖旺北 | 2024年－2027年 | 李家軒 |          | 民建聯   | 李思敏 |          | 經民聯   |

## 歷屆選舉結果
| 政党   | 政党   | 候选人    | 票数  | %      | ± |
| ------ | ------ | --------- | ----- | ------ | - |
|        | 民建聯 | ①. 李家軒 | 6,496 | 34.08% |   |
|        | 工聯會 | ②. 黎懿霆 | 4,377 | 22.96% |   |
|        | 經民聯 | ③. 李思敏 | 5,848 | 30.68% |   |
|        | 獨立   | ④. 葉國山 | 2,342 | 12.29% |   |
| 多数票 | 多数票 | 多数票    | 1,471 | 7.72%  |   |

## 資料來源
1. ↑   (PDF).   [2023年8月23日]. （原始内容 (PDF)存档于2023年8月5日） （繁体中文）.
2. ↑   (PDF).   [2023年11月17日].
3. ↑   (PDF). 選舉管理委員會. 2023-07-11  [2023-08-23]. （原始内容存档 (PDF)于2023-10-14）.
4. ↑   (PDF).   [2023-11-17]. （原始内容存档 (PDF)于2023-11-16）.
5. ↑   (PDF).   [2023-08-23]. （原始内容存档 (PDF)于2023-08-05）.
6. ↑   (PDF).   [2023-11-17]. （原始内容存档 (PDF)于2024-01-03）.